# 兵庫県道334号寺本伊丹線
兵庫県道334号寺本伊丹線（ひょうごけんどう334ごう てらもといたみせん）は、兵庫県伊丹市を通る一般県道である。

## 概要
伊丹市寺本4丁目から伊丹市伊丹1丁目に至る。
国道171号から分岐し、伊丹市中心街、また兵庫県道・大阪府道99号伊丹豊中線と接続して豊中市、大阪国際空港へ向かう道路である。従来より渋滞の激しい道路であったが、2017年（平成29年）に4車線への拡幅工事が完成し、混雑は解消されつつある。伊丹市中心街を通り、沿道には再開発により建設された公共施設が多い。

### 路線データ
- 起点：伊丹市寺本4丁目（寺本4丁目交差点、国道171号交点）
- 終点：伊丹市伊丹1丁目（伊丹1交差点、兵庫県道13号尼崎池田線交点、兵庫県道・大阪府道99号伊丹豊中線起点）
- 総延長：2.494 km

## 路線状況

### 別名
- 伊丹飛行場線[2]

単に「飛行場線」とも。
「空港線」と呼ばれる場合もあるが、間接的に接続する大阪府道10号大阪池田線との混同に注意する必要がある。

### 通過する路線バス
- 伊丹市交通局
- 阪急バス

西宮方面に向かうバスは、西宮戎、門戸厄神祭礼期間中のみ、臨時運行されていたが、2016年（平成28年）より運行休止。

## 地理

### 通過する自治体
- 伊丹市

### 交差する道路
| 交差する道路                                            | 交差する場所 | 交差する場所           |
| ------------------------------------------------------- | ------------ | ---------------------- |
| 国道171号                                               | 寺本4丁目    | 寺本4丁目交差点 / 起点 |
| 兵庫県道142号米谷昆陽尼崎線                             | 昆陽6丁目    | 昆陽6丁目交差点        |
| 兵庫県道332号山本伊丹線                                 | 船原2丁目    | 一ツ橋交差点           |
| 兵庫県道13号尼崎池田線 兵庫県道・大阪府道99号伊丹豊中線 | 伊丹1丁目    | 伊丹1交差点 / 終点     |

### 沿線
- 昆陽寺
- 伊丹市立西中学校
- フジコー本社工場
- 伊丹市立伊丹小学校
- 阪急伊丹線 伊丹駅
- いたみホール（伊丹市立文化会館）
- アイフォニックホール
- 伊丹商工プラザ（伊丹商工会議所）
- 伊丹市立図書館
- 猪名野神社
- 柿衞文庫（日本3大俳諧文庫の一つ）
- 市立伊丹ミュージアム（伊丹市立美術館）